# Джинна, Фатима
Фатима Джинна (англ. Fatima Jinnah) (30 июля 1893 — 8 июля 1967 года) — младшая сестра Мухаммада Али Джинны (основателя Пакистана и активной политической фигуры в движении за независимость от британского владычества). Она известна в Пакистане под прозвищами Хатун-э-Пакистан («Леди Пакистана») и Мадар-и-Миллат («Мать нации»). Была активным участником Пакистанского движения и основным организатором Всеиндийской мусульманской федерации женщин-студентов. После образования Пакистана и смерти её брата, оставалась активным участником в политической жизни страны.

## Биография
Фатима Джинна родилась в Карачи 30 июля 1893 года. Её знаменитый брат стал опекуном Фатимы после смерти их отца в 1901 году. Она поступила в монастырь Бандра в Бомбее в 1902 году. В 1919 году Фатима продолжила обучение в медицинском университете в Калькутте. В 1923 году она открыла медицинскую клинику в Бомбее.
В 1947 году Фатима Джинна сформировала Женский комитет по оказанию помощи, который позже составил ядро для Все-пакистанской ассоциации женщин. Она также играла значительную роль в урегулировании проблем мухаджиров в новом государстве Пакистан. Жила с братом вплоть до его смерти в 1948 году.
В 1960-х годах Джинна вернулась на авансцену политической жизни, когда баллотировалась в президенты Пакистана в качестве кандидата от коалиции оппозиционных партий. Она назвала своего соперника в борьбе за президентское кресло, генерала Айюб Хана — диктатором. На митинг в знак поддержки Фатимы пришло 250 000 человек в Дакке. Митингующие приветствовали её как мать нации. Джинна проиграла выборы Айюб Хану, при этом завоевав большинство голосов в некоторых провинциях. Выборы президента не соответствовали международным стандартам, по мнению многих историков они были сфальсифицированы в пользу Айюб Хана.
Будучи сестрой Мухаммеда Али она была в почёте и стала символом демократических устремлений народа. В 1965 году Фатима Джинна вновь решила баллотироваться на пост президента. Она бросила вызов действующему президенту Айюб Хану в непрямых выборах, оппозиционные партии выбрали Фатиму Джинну в качестве своего кандидата.
Выборы прошли 2 января 1965 года. На должность президента претендовали: Айюб Хан, Фатима Джинна и ещё два политика, не имевших партийной принадлежности. Был короткий период избирательной кампании сроком на один месяц, по итогу Коллегией выборщиков был избран Мухаммед Айюб Хан.
Фатима Джинна погибла в Карачи 8 июля 1967 года. Официальной причиной смерти была названа сердечная недостаточность, но ходят слухи, что она была убита той же группировкой, что убила Лиаката Али Хана. В 2003 году племянник Мухаммеда Али Джинны, Акбар Пирбхай, сделал заявление, что Фатима Джинна была убита.